# Liste der denkmalgeschützten Objekte in Winklern
Die Liste der denkmalgeschützten Objekte in Winklern enthält die 7 denkmalgeschützten, unbeweglichen Objekte der Gemeinde Winklern.

## Denkmäler
| Foto |                 | Denkmal                                                                           | Standort                             | Beschreibung | Metadaten |
| ---- | --------------- | --------------------------------------------------------------------------------- | ------------------------------------ | --- | --- |
| ja   | Datei hochladen | Ortskapelle Maria Hilf HERIS-ID: 54344 Objekt-ID: 62574                           | bei Namlach 5 Standort KG: Reintal   | Die Ortskapelle wurde im Jahr 1799 errichtet und erfuhr 1998 eine Gesamtrenovierung. Der bemerkenswerte florale Architekturdekor aus der Bauzeit am Chorgewölbe und am Triumphbogen wurde teilweise freigelegt und rekonstruiert. Der kleine spätbarocke Altar stammt aus der 2. Hälfte des 18. Jahrhunderts. | BDA-Hist.: Q38060457 Status: Bescheid Stand der BDA-Liste: 2025-06-30 Name: Ortskapelle Maria Hilf GstNr.: .24 Ortskapelle Maria Hilf, Namlach                            |
| ja   | Datei hochladen | Kath. Filialkirche hl. Rupert und ehem. Friedhof HERIS-ID: 54533 Objekt-ID: 62828 | bei Reintal 1 Standort KG: Reintal   | Die kleine Kirche mit Dachreiter und Chor mit Dreikantstrebepfeilern wurde Anfang des 16. Jahrhunderts erbaut. Das Langhaus ist sternetzrippengewölbt, der Chor sternrippengewölbt mit bemalten Schlusssteinen. Am mit 1715 bezeichneten Hochaltar ist ein Bild Hl. Rupert. | BDA-Hist.: Q1253820 Status: § 2a Stand der BDA-Liste: 2025-06-30 Name: Kath. Filialkirche hl. Rupert und ehem. Friedhof GstNr.: .40, 355/2 Filialkirche Reintal, Winklern |
| ja   | Datei hochladen | Nigglkapelle HERIS-ID: 93046 Objekt-ID: 108036                                    | Standort KG: Reintal                 | | BDA-Hist.: Q37761182 Status: § 2a Stand der BDA-Liste: 2025-06-30 Name: Nigglkapelle GstNr.: .39/2                                                                        |
| ja   | Datei hochladen | Kath. Filialkirche hl. Benedikt HERIS-ID: 54397 Objekt-ID: 62664                  | Penzelberg 115 Standort KG: Winklern | Die dem Heiligen Benedikt geweihte Filialkirche wurde im Jahr 1670 erbaut und laut den Inschriften über dem Orgelchor in den Jahren 1785, 1893 und 1934 restauriert. Es handelt sich um eine mittelgroße barocke Saalkirche mit einer Architekturpolychromie von ca. 1810. Der kleine Südturm stammt vom Ende des 18. Jahrhunderts. Er wird von einem stark eingeschnürten Zwiebelhelm bekrönt und weist an den Ecken im unteren Bereich eine bemerkenswerte Diamantquaderung auf. Das Gewölbe des mit Pilastern gegliederten Innenraums ist eine mit Stichkappen versehene Flachtonne. Der polygonale Chorabschluss wird von einer Halbkuppel überwölbt. In der Mitte des Hochaltars, der aus dem 3. Viertel des 18. Jahrhunderts stammt, befindet sich eine Figur des Heiligen Benedikt. Der linke Seitenaltar ist mit der Jahreszahl 1748 bezeichnet und zeigt ein Bild, das ebenfalls den Patron der Kirche darstellt. Der rechte Seitenaltar ist mit 1716 bezeichnet. Die Kanzel, mit Statuetten er Evangelisten versehen, wurde im 2. Viertel des 18. Jahrhunderts geschaffen. Die Chorstühle aus der 2. Hälfte des 18. Jahrhunderts zeigen ein Rokokodekor. Außerdem befinden sich im Inneren der Kirche mehrere Heiligenfiguren aus der 2. Hälfte des 18. Jahrhunderts und ein kleines geschnitztes Kreuz aus der 2. Hälfte des 17. Jahrhunderts. Die Glocke ist mit der Jahreszahl 1489 bezeichnet. | BDA-Hist.: Q38060738 Status: § 2a Stand der BDA-Liste: 2025-06-30 Name: Kath. Filialkirche hl. Benedikt GstNr.: .115 Filialkirche Penzelberg, Winklern                    |
| ja   | Datei hochladen | Ausbildungsheim Iselsberg HERIS-ID: 36322 Objekt-ID: 35185                        | Penzelberg 25 Standort KG: Winklern  | Das Bundesheer-Ausbildungsheim am Iselsberg wurde 1910 errichtet. Der moderne Anbau stammt aus dem Jahr 1995. | BDA-Hist.: Q37969666 Status: Bescheid Stand der BDA-Liste: 2025-06-30 Name: Ausbildungsheim Iselsberg GstNr.: .71/1 Ausbildungsheim Iselsberg                             |
| ja   | Datei hochladen | Mautturm HERIS-ID: 36320 Objekt-ID: 35183                                         | Winklern 47 Standort KG: Winklern    | Der mittelalterliche turmartige Adelssitz wurde im 19. Jahrhundert aufgestockt und mit einem Walmdach versehen. Bemerkenswert ist an der Ostseite die um 1300 entstandene Fenstergruppe im 3. Stockwerk. | BDA-Hist.: Q1694408 Status: Bescheid Stand der BDA-Liste: 2025-06-30 Name: Mautturm GstNr.: 45/3 Mautturm Winklern                                                        |
| ja   | Datei hochladen | Kath. Pfarrkirche hl. Lorenz mit Friedhof HERIS-ID: 55161 Objekt-ID: 63719        | Standort KG: Winklern                | Die spätgotische Kirche mit dreieckigen Strebepfeilern am Chor, südseitigem Tur mit Spitzgiebelhelm, und reich profiliertem, mit 1517 bezeichneten Südportal stammt aus dem 15./16. Jahrhundert. Unter dem Chor ist ein kleiner gratgewölbter Raum mit neugotischem Altar. Zur Einrichtung zählen mit Konsolfiguren und Kreuzweg qualitätsvolle neugotische Arbeiten. | BDA-Hist.: Q1644779 Status: § 2a Stand der BDA-Liste: 2025-06-30 Name: Kath. Pfarrkirche hl. Lorenz mit Friedhof GstNr.: .46, 833 Pfarrkirche Winklern                    |